# Distrikt Lamwo
Lamwo ist ein Distrikt in Norduganda. Die Hauptstadt des Distrikts ist Lamwo.

## Lage
Der Distrikt Lamwo grenzt im Norden an den Südsudan, im Osten und Südosten an den Distrikt Kitgum, im Süden an den Distrikt Pader, im Südwesten an den Distrikt Gulu und im Westen an den Distrikt Amuru.

## Geschichte
Der Distrikt Lamwo entstand 2006 aus Teilen des Distrikts Kitgum.

## Demografie
Die Bevölkerungszahl wird für 2020 auf 143.800 geschätzt. Davon lebten im selben Jahr 13,8 Prozent in städtischen Regionen und 86,2 Prozent in ländlichen Regionen.
| Zensusjahr | Einwohnerzahl |
| ---------- | ------------- |
| 1991       | 71.030        |
| 2002       | 115.345       |
| 2014       | 134.371       |

## Wirtschaft
Subsistenzlandwirtschaft und Tierhaltung sind die wichtigsten wirtschaftlichen Aktivitäten im Distrikt Lamwo. 